# الألعاب البارالمبية الشتوية 1998
الألعاب البارالمبية الشتوية 1998 هي النسخة الأولى من الألعاب البارالمبية التي بدأت في 5 مارس وانتهت في 14 مارس 1976 في ناغانو، باليابان بعد نجاح عرض المدينة في الحصول على شرف استضافة الألعاب البارلمبية، شارك 571 رياضي في منافسات هذه النسخة من 32 دولة. احتلت النرويج الصدارة في ترتيب الميداليات بعد فوزها بـ18 ميداليات ذهبية.